# Shout (песня The Isley Brothers)
«Shout» (рус. Кричи) — популярная и влиятельная песня, написанная и впервые записанная участниками группы The Isley Brothers. Композиция была выпущена в сентябре 1959 года на двухстороннем сингле который достиг лишь 47-й позиции в чарте Billboard Hot 100, но тем не менее стал первым золотым синглом группы благодаря его длительной популярности. Ввиду того, что композиция была слишком длинной для помещения на одну сторону сингла, она разбита на две части (первая часть заканчивается словами вокалиста «Подожди минутку»). Песня представляет собой необычное соединение черт рок-н-ролла и элементов госпела, при этом текст песни является подчёркнуто светским.
«Shout» довольно быстро стала объектом многочисленных кавер-версий. В 1999 году песня была удостоена вхождения в Зал славы премии «Грэмми». Она также занимает 119-ю позицию в списке 500 величайших песен всех времён по версии журнала «Rolling Stone».

## Известные кавер-версии
- Первая кавер-версия песни прозвучала уже через месяц после выхода оригинального сингла: австралийский исполнитель Джонни О’Киф записал свою версию для австралийского телевизионного шоу Six O’Clock Rock, данная версия достигла третьей позиции в чартах страны. В 1964 году он записал ещё одну кавер-версию песни, но она уже не стала заметным хитом.
- Версия американской поп-группы Joey Dee and the Starliters[англ.], записанная в 1962 году, достигла шестой позиции в американских чартах.
- Версия шотландской певицы Лулу достигла в чартах Великобритании седьмой позиции в 1964 году (исполнитель указан как Lulu & The Luvvers)[4], её же версия, записанная в 1986 году достигла шестой позиции[4]. Популярность данного исполнения в Великобритании была столь высокой, что данная песня воспринимается в стране больше как песня Лулу, а не песня The Isley Brothers[1].
- Американская группа The Shangri-Las включила кавер-версию данной песни в свой дебютный студийный альбом Leader of the Pack (1965 год).
- Кавер-версия американской группы The Kingsmen вошла в их альбомы The Kingsmen Volume 3 (1965) и The Kingsmen 15 Great Hits (1966).
- Американская группа Tommy James & the Shondells включила кавер-версию данной песни в свой альбом I Think We’re Alone Now (1967 год)[5].
- Группа «Битлз» записала эту песню для телепрограммы Around The Beatles. Запись состоялась 19 апреля 1964 года в студии IBC Studios (Лондон); 28 апреля был отснят телевизионный материал, а сама программа вышла в эфир 6 мая; к фонограмме записи были добавлены крики и визги от аудитории[6]. Данная песня в исполнении «Битлз» примечательна тем, что вокальные партии исполняют все четыре члена группы[6] (причём они все являются в равной степени основными вокалистами). В 1996 году студийная запись песни (без шума аудитории) была опубликована в составе компиляционного альбома Anthology 1; по непонятным причинам версия, вышедшая на этом альбоме, была сокращена на 30 секунд[6], однако полная версия имеет хождение на бутлегах.
- Песня звучит в концертном альбоме Bullet in a Bible (2005) американской группы Green Day, сразу после композиции «King for a Day», хотя отдельным номером в трек-листе не указана[7].
- Робби Уильямс исполнял данную песню в составе попурри (вместе с «Reet Petite» и «Hit the Road Jack») во время гастрольного тура в поддержку альбома Swings Both Ways в 2014 году.

## В популярной культуре
- В США песня иногда используется для танца-игры: по мере того, как песня становится тише, участники должны пригибаться к полу всё ниже и ниже.
- Песня играет важное значение в фильме «Зверинец» (1978 год), где она исполняется вымышленной группой Otis Day and the Knights.
- Различные варианты и переработки песни «Shout» иногда используются в качестве спортивных кричалок; в частности, подобная кричалка используется среди фанатов команды Баффало Биллс[8].
- Фрагмент песни (с небольшими изменениями текста) используется в поющих игрушках-куклах, изображающих персонажа Элмо. Отдельным покупателям вместо слов «be like Elmo and shout, shake your fur out and shout» («будь как Элмо и кричи, тряси мехом и кричи») слышалось «beat up Elmo and shout, rip his fur out and shout» («избей Элмо и покричи, распори его мех и покричи»), что даже привело к приостановке продаж этих кукол[9][10].
- Песня звучит в одном из эпизодов сериала «Хор» (эпизод «Girls (and Boys) On Film», четвёртый сезон, 2013 год) в исполнении Блейна Андерсона и Бриттани Пирс; данная песня стала пятисотой из прозвучавших в сериале[11].